# Petros Markaris
Petros Markaris (griechisch Πέτρος Μάρκαρης, bürgerlicher Name Petros Markarian; * 1. Januar 1937 in Istanbul) ist ein griechischer Schriftsteller. Er wurde international bekannt durch seine Kriminalromane um den in Athen ermittelnden schrulligen „Kommissar Kostas Charitos“. 2008 wurde er zum Präsidenten des Nationalen Buchzentrums (EKEBI) berufen.

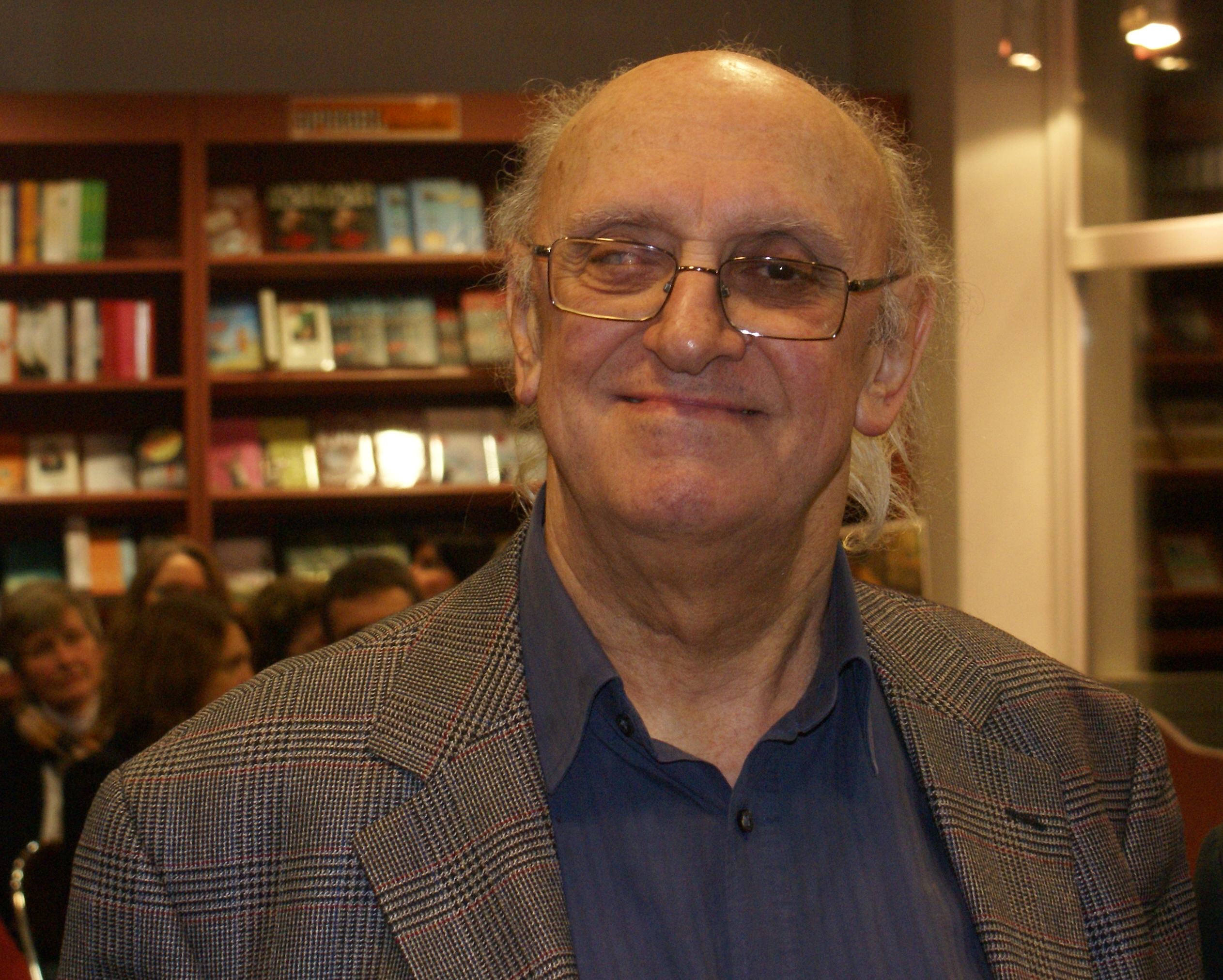
Petros Markaris bei einer Lesung in Werther 2012

## Leben und Werk
Petros Markaris, Sohn eines armenischen Kaufmannes und einer griechischen Mutter, besuchte das St. Georgs-Kolleg in Istanbul und studierte nach seiner Matura einige Jahre in Wien und in Stuttgart. Er war jahrelang auch türkischer Staatsbürger. Markaris spricht und schreibt in griechischer, türkischer und deutscher Sprache. Seit langem lebt er in Athen.
Bevor er mit dem Schreiben begann, hatte er Volkswirtschaft studiert. Er verfasste mehrere Theaterstücke, darunter Die Geschichte des Ali Retzo, das 1971 während der Militärdiktatur mit großem Erfolg aufgeführt wurde. Da das Stück in der Türkei spielt, meinten die Zensoren, es kritisiere die Türkei.
Er rief eine beliebte griechische Fernsehkrimi-Serie (Anatomie eines Verbrechens) ins Leben und war Co-Autor des Filmemachers Theo Angelopoulos (1991 Der schwebende Schritt des Storches, 1995 Der Blick des Odysseus sowie 1998 Die Ewigkeit und ein Tag). Außerdem übersetzte er mehrere deutsche Dramen ins Griechische wie z. B. Goethes Faust I und Faust II sowie Brechts Mutter Courage. Gemeinsam mit der türkischen Regisseurin Yeşim Ustaoğlu arbeitete er am Drehbuch für ihren im Jahr 2004 erschienenen Film Waiting for the Clouds.
Seine Kriminalromane haben stets auch eine gesellschaftskritische Tendenz und spielen oft im Milieu einer arrivierten Linken, die ihre Ideale verloren hat. „Kommissar Charitos“ ist einerseits ein griechischer Kleinbürger und Durchschnittsmann, der von Frauen nicht allzu viel hält, zugleich aber seine Tochter und seine Frau sehr liebt. Während des Obristenregimes hat er als Polizeianwärter an Folterungen teilgenommen, wofür er sich schämt; inzwischen pflegt er mit einem der damaligen Opfer eine enge, aber durch Schuldgefühle belastete Freundschaft. Seinen Vorgesetzten gegenüber zeigt er sich unterwürfig, aber bei der Aufklärung seiner Fälle handelt er, ohne zu zögern, gegen ihre Anweisungen. Die an Randgruppen begangenen Verbrechen verfolgt er beharrlich, obwohl er ihnen gegenüber voller Vorurteile ist. „Gegen zwei Dinge im Leben habe ich eine unüberwindliche Abneigung: Gegen Rassismus und Schwarze.“ (Charitos in Nachtfalter.) In seiner Freizeit liest Charitos fast ausschließlich Lexika.
Die Autobiografie von Markaris erschien 2008 in deutscher Übersetzung beim Zürcher Diogenes Verlag unter dem Titel Wiederholungstäter. Ein Leben zwischen Istanbul, Wien und Athen.

## Werke

### Die 15 Kostas-Charitos-Romane
- 1. (1995): Nυχτερινό δελτίο (wörtlich: Spätnachrichten)
  - Hellas Channel. deutsch von Michaela Prinzinger. Diogenes, Zürich 2000, ISBN 3-257-06241-9.
- 2. (1998): Άμυνα ζώνης (wörtlich: Raumdeckung)
  - Nachtfalter. deutsch von Michaela Prinzinger. Diogenes, Zürich 2001, ISBN 3-257-06287-7.
- 3. (2003): Ο Τσε αυτοκτόνησε (wörtlich: Che beging Selbstmord)
  - Live! deutsch von Michaela Prinzinger. Diogenes, Zürich 2004, ISBN 3-257-06391-1.
- 4. (2006): Βασικός Μέτοχος (wörtlich: Hauptaktionär)
  - Der Großaktionär. deutsch von Michaela Prinzinger. Diogenes, Zürich 2007, ISBN 978-3-257-06574-9.
- 5. (2008): Παλιά, πολύ παλιά (wörtlich: Früher, viel früher)
  - Die Kinderfrau. deutsch von Michaela Prinzinger. Diogenes, Zürich 2009, ISBN 978-3-257-06696-8 (Die deutsche Ausgabe enthält auf Wunsch des Verlags ein weiteres Kapitel am Schluss.).[4]
- 6. (2010): Ληξιπρόθεσμα Δάνεια (wörtlich: Fällige Kredite)(Finanz- bzw. Schulden-Krisen-Krimi I).
  - Faule Kredite. deutsch von Michaela Prinzinger. Diogenes, Zürich 2011, ISBN 978-3-257-06793-4.
- 7. (2011): Περαίωση (dt. etwa: Schuldenbereinigung, wörtlich: Durchführung, Beendigung)(Finanz- bzw. Schulden-Krisen-Krimi II).
  - Zahltag. deutsch von Michaela Prinzinger. Diogenes, Zürich 2012, ISBN 978-3-257-06841-2.
- 8. (2012): Ψωμί, Παιδεία, Ελευθερία (wörtlich: Brot, Bildung, Freiheit)(Finanz- bzw. Schulden-Krisen-Krimi III)
  - Abrechnung, deutsch von Michaela Prinzinger. Diogenes, Zürich 2013, ISBN 978-3-257-06873-3.
- 9. (2014): Τίτλοι Τέλους (dt. etwa Abspann)(Finanz- bzw. Schulden-Krisen-Krimi IV), Epilog zur Trilogia tis Kriseos
  - Zurück auf Start. deutsch von Michaela Prinzinger. Diogenes, Zürich 2015, ISBN 978-3-257-06925-9.
- 10. (2016): Offshore
  - Offshore. deutsch von Michaela Prinzinger. Diogenes, Zürich 2017, ISBN 978-3-257-07003-3.
- 11. (2018): Σεμινάρια φονικής γραφής
  - Drei Grazien. deutsch von Michaela Prinzinger. Diogenes, Zürich 2018, ISBN 978-3-257-07041-5.
- 12. (2019): Η εποχή της υποκρισίας
  - Zeiten der Heuchelei. deutsch von Michaela Prinzinger. Diogenes, Zürich 2020, ISBN 978-3-257-07083-5.
- 13. (2020): Ο φόνος είναι χρήμα (wörtlich: Mord ist Geld)
  - Das Lied des Geldes. deutsch von Michaela Prinzinger. Diogenes, Zürich 2021, ISBN 978-3-257-07175-7.
- 14. (2021): Το κίνημα της αυτοκτονίας (wörtlich: Die Selbstmordbewegung)
  - Verschwörung. deutsch von Michaela Prinzinger. Diogenes, Zürich 2022, ISBN 978-3-257-07212-9.
- 15. (2023): Η εξέγερση των Καρυάτιδων (wörtlich: Der Karyatidenaufstand)
  - Aufstand der Frauen. deutsch von Michaela Prinzinger. Diogenes, Zürich 2024, ISBN 978-3-257-07307-2.

### Weitere Werke
- 2004: Η Αθήνα πρωτεύουσα των Βαλκανίων (Erzählungen u. a. auch mit Kommissar Kostas Charitos)
  - Balkan Blues. deutsch von Michaela Prinzinger. Diogenes, Zürich 2005, ISBN 3-257-06488-8.
- 2006: Κατ' εξακολούθηση (Autobiografisches und Essays)
  - Wiederholungstäter Ein Leben zwischen Athen, Wien und Istanbul. deutsch von Michaela Prinzinger. Diogenes, Zürich 2008, ISBN 978-3-257-06639-5.
- 2010: Quer durch Athen. Eine Reise von Piräus nach Kifisia. (Metro Linie 1) deutsch von Michaela Prinzinger. Hanser 2010, ISBN 978-3-446-23560-1.
- 2012: Finstere Zeiten: Zur Krise in Griechenland. Diogenes, Zürich 2012, ISBN 978-3-257-06836-8.
- 2015: Τριημερία και άλλα διηγήματα
  - Der Tod des Odysseus. deutsch von Michaela Prinzinger. Diogenes, Zürich 2016, ISBN 978-3-257-06979-2.
- 2019: Tagebuch einer Ewigkeit. Am Set mit Angelopoulos. Diogenes, Zürich 2019, ISBN 978-3-257-07065-1
- 2020: Οι φιλοξενούμενοι
  - Fremdgeblieben. deutsch von Nelly Weber. Edition Romiosini, 2020, ISBN 978-3-946142-66-9.
- 2021: Η τέχνη του τρόμου (wörtlich: Die Kunst des Grauens) (Erzählungen u. a. auch mit Kommissar Kostas Charitos)
  - Das Spiel mit der Angst und andere Geschichten. deutsch von Michaela Prinzinger. Diogenes, Zürich 2023, ISBN 978-3-257-07260-0.

## Film
- „Athener Unterwelt. Der Schriftsteller Petros Markaris“. Film von Vera Botterbusch, 45 Min., Bayerischer Rundfunk, 2002.
- „Petros Markaris – Mein Athen“. Film von Günter Schilhan (aus der ORF/3sat-Reihe „Inter-City Spezial“), 45 Min., ORF/3sat, 2011.

## Auszeichnungen und Ehrungen
- 2005: Deutscher Krimipreis für Live in der Rubrik International
- 2013: Prix du polar européen für Liquidations à la grecque (dt.: Faule Kredite)
- 2013: Goethe-Medaille des Goethe-Instituts[5]
- 2014:  Verdienstorden der Bundesrepublik Deutschland 1. Klasse[6]